# 蟒鰻
蟒鰻，又稱血紅擬蛇魚，為輻鰭魚綱鰻鱺目異蝮鯙科的其中一個種。

## 分布
本魚分布於中西大西洋，包括古巴、波多黎各、西印度群島、蘇利南等海域發現。

## 深度
水深12至55公尺。

## 特徵
本魚體長體高的20倍，頭長的7.9至9倍；頭長為吻長的5.2至6.6倍；吻長為眼徑的3至8倍。眼小，口大，尾端側扁。口裂達眼緣之後。無泳鰾。無胸鰭，上下頷等長。上頷齒3列，前上頷骨齒為圓錐齒，成半圓形，其中有1至2顆較大。鋤骨齒前方為2列，後面漸漸成3至4列。下頷齒前方成2列，後方漸成4列。背鰭開始於鰓孔附近。脊椎骨數110至111。體色為粉紅色。體長可達42公分。

## 生態
數量少，新鮮時成血紅色在於表皮無任何色素分布，行穴居生活。

## 經濟利用
無任何利用價值。